# Château Gavone
Ne doit pas être confondu avec le Château de Govone (Piémont) (it).
Le château Gavone (ou Govone) est un château situé sur la frazione Perti de la commune de Finale Ligure en province de Savone.

## Localisation
Situé sur la colline qui domine Finalborgo, il surplombe le château San Giovanni plus récent.

## Hommages
Le Château Gavone est représenté sur un timbre-poste émis le 22 septembre 1980 de la Série des Châteaux (it) des Postes italiennes des années 1980.

## Sources
- (it) Cet article est partiellement ou en totalité issu de l’article de Wikipédia en italien intitulé « Castel Gavone » (voir la liste des auteurs).